# Japan Open 2002
Die Japan Open 2002 im Badminton fanden vom 2. bis zum 7. April 2002 statt. Veranstaltungsort war die Kokuritsu Yoyogi Kyōgijō in Shibuya, Tokio. Das Preisgeld betrug 180.000 US-Dollar, was dem Turnier zu einem Fünf-Sterne-Status im Grand-Prix-Circuit verhalf.

## Sieger und Platzierte
| Disziplin    | Gold                           | Silber                      | Bronze                          |
| ------------ | ------------------------------ | --------------------------- | ------------------------------- |
| Herreneinzel | Lee Hyun-il                    | Xia Xuanze                  | Pullela Gopichand               |
| Herreneinzel | Lee Hyun-il                    | Xia Xuanze                  | Keita Masuda                    |
| Dameneinzel  | Zhou Mi                        | Dai Yun                     | Zhang Ning                      |
| Dameneinzel  | Zhou Mi                        | Dai Yun                     | Wang Chen                       |
| Herrendoppel | Chan Chong Ming Chew Choon Eng | Choong Tan Fook Lee Wan Wah | Lee Dong-soo Yoo Yong-sung      |
| Herrendoppel | Chan Chong Ming Chew Choon Eng | Choong Tan Fook Lee Wan Wah | Zhang Jun Zhang Wei             |
| Damendoppel  | Lee Kyung-won Ra Kyung-min     | Gao Ling Huang Sui          | Huang Nanyan Yang Wei           |
| Damendoppel  | Lee Kyung-won Ra Kyung-min     | Gao Ling Huang Sui          | Wei Yili Zhang Jiewen           |
| Mixed        | Kim Dong-moon Ra Kyung-min     | Vita Marissa Nova Widianto  | Bambang Suprianto Minarti Timur |
| Mixed        | Kim Dong-moon Ra Kyung-min     | Vita Marissa Nova Widianto  | Tri Kusharyanto Emma Ermawati   |

## Finalergebnisse
| Disziplin    | Sieger                         | Finalist                    | Ergebnis                |
| ------------ | ------------------------------ | --------------------------- | ----------------------- |
| Herreneinzel | Lee Hyun-il                    | Xia Xuanze                  | 5-7, 7-5, 0-7, 7-5, 7-2 |
| Dameneinzel  | Zhou Mi                        | Dai Yun                     | 7-1, 7-0, 7-1           |
| Herrendoppel | Chan Chong Ming Chew Choon Eng | Choong Tan Fook Lee Wan Wah | w.o.                    |
| Damendoppel  | Ra Kyung-min Lee Kyung-won     | Gao Ling Huang Sui          | 7-5, 1-7, 7-2, 6-8, 7-1 |
| Mixed        | Kim Dong-moon Ra Kyung-min     | Nova Widianto Vita Marissa  | 7-3, 7-2, 7-2           |

## Ergebnisse

### Herreneinzel
- Roslin Hashim –  Josemari Fujimoto: 7-4 / 3-7 / 7-4
- Park Tae-sang –  Stefano Infantino: 7-0 / 7-1 / 7-5
- Chen Yu  –  Ronald Susilo: 7-1 / 6-8 / 7-5
- Rony Agustinus –  Shinya Ohtsuka: 7-2 / 7-1 / 7-0
- Keita Masuda –  Lee Tsuen Seng: 7-4 / 7-0 / 7-1
- Shon Seung-mo –  Yuichi Ikeda: 8-6 / 6-8 / 7-2
- Taufik Hidayat –  James Chua: 8-6 / 0-7 / 7-2
- Fung Permadi –  Toru Matsumoto: 7-2 / 0-7 / 7-1
- Agus Hariyanto –  Lee Chong Wei: 7-3 / 4-7 / 7-5
- Hendrawan –  Yousuke Nakanishi: 7-5 / 7-2 / 7-4
- Pullela Gopichand –  Lai Kuan-hung: 7-4 / 7-3 / 8-6
- Luo Yigang –  Budi Santoso: 7-0 / 7-5 / 7-4
- Sairul Amar Ayob –  Sho Sasaki: 7-0 / 7-1 / 7-2
- Sony Dwi Kuncoro –  Zhu Weilun: 6-8 / 7-0 / 7-3
- Muhammad Hafiz Hashim –  Shoji Sato: 2-7 / 7-3 / 7-2
- Vladislav Druzchenko –  Liao Sheng-shiun: w.o.
- Xia Xuanze –  Kazuhiro Shimogami: 7-3 / 7-2 / 7-4
- Roslin Hashim –  Park Tae-sang: 7-4 / 6-8 / 1-7
- Nunung Subandoro –  Wong Choong Hann: 8-7 / 3-7 / 7-2
- Chen Yu  –  Rony Agustinus: 3-7 / 7-8 / 7-2
- Boonsak Ponsana –  Marleve Mainaky: 7-1 / 5-7 / 8-6
- Keita Masuda –  Vladislav Druzchenko: 7-2 / 7-2 / 7-0
- Bao Chunlai –  Hidetaka Yamada: 7-4 / 7-5 / 4-7
- Taufik Hidayat –  Shon Seung-mo: 7-0 / 7-4 / 4-7
- Fung Permadi –  Agus Hariyanto: 8-7 / 7-2 / 7-3
- Wu Yunyong –  Ong Ewe Hock: 2-7 / 7-3 / 7-3
- Pullela Gopichand –  Hendrawan: 3-7 / 7-3 / 4-7
- Lin Dan –  Ramesh Nathan: 4-7 / 7-2 / 7-1
- Luo Yigang –  Sairul Amar Ayob: 7-3 / 7-0 / 7-1
- Lee Hyun-il –  Pei Wei Chung: 7-0 / 7-4 / 7-2
- Muhammad Hafiz Hashim –  Sony Dwi Kuncoro: 7-1 / 6-8 / 7-2
- Chen Hong –  Indra Wijaya: 5-7 / 7-1 / 7-1
- Xia Xuanze –  Roslin Hashim: 7-4 / 7-0 / 7-4
- Chen Yu  –  Nunung Subandoro: 7-2 / 4-7 / 7-2
- Keita Masuda –  Boonsak Ponsana: 3-7 / 7-5 / 8-6
- Bao Chunlai –  Taufik Hidayat: 7-2 / 7-5 / 7-4
- Wu Yunyong –  Fung Permadi: 7-2 / 7-0 / 8-7
- Pullela Gopichand –  Lin Dan: 3-7 / 7-3 / 5-7
- Lee Hyun-il –  Luo Yigang: 7-5 / 7-1 / 3-7
- Muhammad Hafiz Hashim –  Chen Hong: 4-7 / 7-2 / 0-7 ret.
- Xia Xuanze –  Chen Yu: 8-6 / 7-1 / 8-7
- Keita Masuda –  Bao Chunlai: 8-6 / 7-2 / 7-1
- Pullela Gopichand –  Wu Yunyong: 7-8 / 7-1 / 8-6
- Lee Hyun-il –  Muhammad Hafiz Hashim: 4-7 / 7-4 / 7-3
- Xia Xuanze –  Keita Masuda: 5-7 / 1-7 / 7-5
- Lee Hyun-il –  Pullela Gopichand: 7-1 / 7-4 / 7-3
- Lee Hyun-il –  Xia Xuanze: 8-7 / 7-5 / 0-7

### Dameneinzel Qualifikation
- Mihoko Matsuo –  Maiko Ichimiya: 3-7 / 7-3 / 1-7
- Miho Tanaka –  Sathinee Chankrachangwong: 7-1 / 7-0 / 7-0
- Eriko Hirose –  Dian Novita Sari: 7-3 / 7-0 / 7-0
- Tomomi Matsuda –  Lee Yin Yin: 7-8 / 7-1 / 7-4
- Wei Yan –  Chiharu Tagami: 7-2 / 7-0 / 5-7
- Tomomi Matsuda –  Xiao Luxi: 8-7 / 7-0 / 7-4
- Chiharu Tagami –  Yang Chia-chen: 7-2 / 7-0 / 7-5

### Dameneinzel
- Zhou Mi –  Sujitra Ekmongkolpaisarn: 0-7 / 7-2 / 7-1
- Eriko Hirose –  Louisa Koon Wai Chee: 7-8 / 7-3 / 7-0
- Hu Ting –  Lidya Djaelawijaya: 8-6 / 7-0 / 7-0
- Yuli Marfuah –  Wong Mew Choo: 7-4 / 7-1 / 8-6
- Gong Ruina –  Li Li: 8-7 / 7-1 / 7-1
- Kaori Mori –  Ellen Angelina: 4-7 / 7-5 / 7-4
- Wang Chen –  Miho Tanaka: 8-6 / 5-7 / 7-0
- Tracey Hallam –  Jody Patrick: 7-0 / 7-3 / 7-2
- Sachiko Sekimoto –  Mihoko Matsuo: 7-3 / 6-8 / 7-1
- Kanako Yonekura –  Ling Wan Ting: 0-7 / 7-2 / 7-2
- Wei Yan –  Liu Fan Frances: 7-0 / 7-3 / 7-0
- Zhang Ning –  Etsuko Teramoto: 7-1 / 7-2 / 7-4
- Kim Kyeung-ran –  Agnese Allegrini: 7-3 / 7-2 / 7-1
- Dai Yun –  Charmaine Reid: 7-1 / 7-2 / 8-7
- Xie Xingfang –  Tomomi Matsuda: 7-2 / 7-2 / 7-1
- Kyoko Komuro –  Atu Rosalina: 7-4 / 1-7 / 8-7
- Zhou Mi –  Eriko Hirose: 7-0 / 7-4 / 8-7
- Hu Ting –  Yuli Marfuah: 7-8 / 7-5 / 7-1
- Gong Ruina –  Kaori Mori: 4-7 / 5-7 / 7-5
- Wang Chen –  Tracey Hallam: 7-0 / 7-1 / 7-1
- Kanako Yonekura –  Sachiko Sekimoto: 7-0 / 7-4 / 3-7
- Zhang Ning –  Wei Yan: 7-0 / 2-7 / 7-1
- Dai Yun –  Kim Kyeung-ran: 7-1 / 7-1 / 8-6
- Xie Xingfang –  Kyoko Komuro: 7-0 / 7-4 / 7-2
- Zhou Mi –  Hu Ting: 7-4 / 7-3 / 7-3
- Wang Chen –  Gong Ruina: 7-4 / 8-6 / 4-7
- Zhang Ning –  Kanako Yonekura: 5-7 / 4-7 / 7-1
- Dai Yun –  Xie Xingfang: 7-2 / 4-7 / 3-7
- Zhou Mi –  Wang Chen: 7-3 / 7-0 / 7-2
- Dai Yun –  Zhang Ning: 1-7 / 7-5 / 7-0
- Zhou Mi –  Dai Yun: 7-1 / 7-0 / 7-1

### Herrendoppel
- Liu Kwok Wa /  Albertus Susanto Njoto –  Takanori Aoki /  Toru Matsumoto: 7-1 / 7-1 / 7-1
- Choong Tan Fook /  Lee Wan Wah –  Chen Qiqiu /  Liu Yong: 8-7 / 8-6 / 7-2
- Reony Mainaky /  Hermono Yuwono –  Takuya Katayama /  Yuzo Kubota: 6-8 / 8-6 / 7-2
- Tesana Panvisavas /  Pramote Teerawiwatana –  Norio Imai /  Hiroshi Ohyama: 7-4 / 7-0 / 7-3
- Halim Haryanto /  Tri Kusharyanto –  Sang Yang /  Zheng Bo: 7-5 / 7-5 / 7-5
- Lee Dong-soo /  Yoo Yong-sung –  Masatoyo Asou /  Koichi Saeki: 7-2 / 7-0 / 7-0
- Chang Kim Wai /  Hong Chieng Hun –  Sho Sasaki /  Shoji Sato: 7-3 / 7-1 / 7-2
- Keita Masuda /  Tadashi Ohtsuka –  Chen Chun-chi /  Tsai Chia-hsin: 6-8 / 7-3 / 0-7
- Eng Hian /  Flandy Limpele –  Jesper Larsen /  Jim Laugesen: 7-2 / 2-7 / 7-4
- Kim Yong-hyun /  Lee Jae-jin –  Shuichi Nakao /  Shuichi Sakamoto: 7-3 / 7-1 / 7-5
- Zhang Jun /  Zhang Wei –  Bambang Suprianto /  Nova Widianto: 7-3 / 3-7 / 7-1
- Davis Efraim /  Karel Mainaky –  Noriyasu Hirata /  Liu Zhiyuan: 7-2 / 7-3 / 4-7
- Cheng Rui /  Wang Wei –  Tatsuya Hirai /  Keishi Kawaguchi: 7-1 / 8-7 / 7-0
- Patapol Ngernsrisuk /  Khunakorn Sudhisodhi –  Shinji Ohta /  Takuya Takehana: 7-4 / 7-2 / 6-8
- Liu Kwok Wa /  Albertus Susanto Njoto –  Sigit Budiarto /  Candra Wijaya: 7-4 / 2-7 / 7-5
- Choong Tan Fook /  Lee Wan Wah –  Reony Mainaky /  Hermono Yuwono: 7-3 / 7-2 / 7-5
- Halim Haryanto /  Tri Kusharyanto –  Tesana Panvisavas /  Pramote Teerawiwatana: 7-2 / 7-3 / 7-0
- Lee Dong-soo /  Yoo Yong-sung –  Chang Kim Wai /  Hong Chieng Hun: 7-3 / 8-6 / 6-8
- Eng Hian /  Flandy Limpele –  Keita Masuda /  Tadashi Ohtsuka: 7-3 / 5-7 / 7-0
- Zhang Jun /  Zhang Wei –  Kim Yong-hyun /  Lee Jae-jin: 7-0 / 2-7 / 7-3
- Cheng Rui /  Wang Wei –  Davis Efraim /  Karel Mainaky: 7-2 / 7-1 / 6-8
- Chan Chong Ming /  Chew Choon Eng –  Patapol Ngernsrisuk /  Khunakorn Sudhisodhi: 7-2 / 7-2 / 7-4
- Choong Tan Fook /  Lee Wan Wah –  Liu Kwok Wa /  Albertus Susanto Njoto: 7-8 / 8-6 / 7-4
- Lee Dong-soo /  Yoo Yong-sung –  Halim Haryanto /  Tri Kusharyanto: 0-7 / 7-8 / 7-2
- Zhang Jun /  Zhang Wei –  Eng Hian /  Flandy Limpele: 8-7 / 2-7 / 4-7
- Chan Chong Ming /  Chew Choon Eng –  Cheng Rui /  Wang Wei: 7-8 / 7-5 / 7-2
- Choong Tan Fook /  Lee Wan Wah –  Lee Dong-soo /  Yoo Yong-sung: 8-6 / 7-4 / 2-7
- Chan Chong Ming /  Chew Choon Eng –  Zhang Jun /  Zhang Wei: 7-4 / 7-2 / 7-4
- Chan Chong Ming /  Chew Choon Eng –  Choong Tan Fook /  Lee Wan Wah: w.o.

### Damendoppel
- Gao Ling /  Huang Sui –  Hwang Yu-mi /  Kim Kyeung-ran: 7-0 / 5-7 / 7-4
- Emma Ermawati /  Minarti Timur –  Mika Anjo /  Chikako Nakayama: 7-8 / 7-0 / 7-2
- Ang Li Peng /  Lim Pek Siah –  Keiko Nakauchi /  Noriko Okuma: 7-5 / 7-2 / 7-5
- Sathinee Chankrachangwong /  Saralee Thungthongkam –  Gong Ruina /  Zhang Ning: 2-7 / 7-4 / 7-4
- Huang Nanyan /  Yang Wei –  Huang Yi-fan /  Yang Chia-chen: 8-6 / 7-0 / 7-0
- Rita Yuan Gao /  Sandra Watt –  Miyuki Tai /  Aya Wakisaka: 7-3 / 7-4 / 7-0
- Eny Erlangga /  Jo Novita –  Jody Patrick /  Charmaine Reid: 7-4 / 7-1 / 7-3
- Kumiko Ogura /  Reiko Shiota –  Jiang Yanmei /  Fatimah Kumin Lim: 8-6 / 7-1 / 3-7
- Chen Lin /  Jiang Xuelian –  Duanganong Aroonkesorn /  Kunchala Voravichitchaikul: 7-0 / 7-0 / 7-1
- Louisa Koon Wai Chee /  Li Wing Mui –  Seiko Yamada /  Shizuka Yamamoto: 8-6 / 7-5 / 7-5
- Chin Eei Hui /  Wong Pei Tty –  Aki Akao /  Tomomi Matsuda: 5-7 / 7-5 / 3-7
- Lee Kyung-won /  Ra Kyung-min –  Yoshiko Iwata /  Kanako Yonekura: 7-4 / 7-4 / 7-0
- Satoko Suetsuna /  Keiko Yoshitomi –  Wei Yan /  Xie Xingfang: 7-1 / 4-7 / 7-3
- Deyana Lomban /  Vita Marissa –  Yukiko Kataito /  Etsuko Teramoto: 7-2 / 7-5 / 7-1
- Cheng Wen-hsing /  Chien Yu-chin –  Dai Yun /  Zhou Mi: 7-3 / 2-7 / 7-2
- Wei Yili /  Zhang Jiewen –  Kaori Mori /  Megumi Oniike: 7-3 / 7-0 / 7-3
- Gao Ling /  Huang Sui –  Emma Ermawati /  Minarti Timur: 7-0 / 7-4 / 7-3
- Sathinee Chankrachangwong /  Saralee Thungthongkam –  Ang Li Peng /  Lim Pek Siah: 7-3 / 7-4 / 5-7
- Huang Nanyan /  Yang Wei –  Rita Yuan Gao /  Sandra Watt: 7-2 / 7-1 / 7-3
- Eny Erlangga /  Jo Novita –  Kumiko Ogura /  Reiko Shiota: 4-7 / 7-4 / 7-5
- Chen Lin /  Jiang Xuelian –  Louisa Koon Wai Chee /  Li Wing Mui: 6-8 / 6-8 / 7-2
- Lee Kyung-won /  Ra Kyung-min –  Chin Eei Hui /  Wong Pei Tty: 7-0 / 7-2 / 7-2
- Deyana Lomban /  Vita Marissa –  Satoko Suetsuna /  Keiko Yoshitomi: 7-1 / 7-0 / 7-3
- Wei Yili /  Zhang Jiewen –  Cheng Wen-hsing /  Chien Yu-chin: 7-3 / 7-4 / 7-1
- Gao Ling /  Huang Sui –  Sathinee Chankrachangwong /  Saralee Thungthongkam: 7-2 / 7-2 / 8-6
- Huang Nanyan /  Yang Wei –  Eny Erlangga /  Jo Novita: 7-3 / 7-0 / 7-0
- Lee Kyung-won /  Ra Kyung-min –  Chen Lin /  Jiang Xuelian: 5-7 / 7-3 / 7-2
- Wei Yili /  Zhang Jiewen –  Deyana Lomban /  Vita Marissa: 7-5 / 7-1 / 7-1
- Gao Ling /  Huang Sui –  Huang Nanyan /  Yang Wei: 5-7 / 7-4 / 7-4
- Lee Kyung-won /  Ra Kyung-min –  Wei Yili /  Zhang Jiewen: 3-7 / 7-2 / 5-7
- Lee Kyung-won /  Ra Kyung-min –  Gao Ling /  Huang Sui: 7-5 / 1-7 / 7-2

### Mixed
- Tesana Panvisavas /  Kunchala Voravichitchaikul –  Takuya Takehana /  Miyuki Tai: 8-6 / 8-6 / 1-7
- Liu Kwok Wa /  Li Wing Mui –  Chan Chong Ming /  Lim Pek Siah: 7-4 / 6-8 / 8-7
- Norio Imai /  Chikako Nakayama –  Lai Kuan-hung /  Yang Chia-chen: 7-0 / 8-6 / 7-1
- Tri Kusharyanto /  Emma Ermawati –  Chen Chun-chi /  Chien Yu-chin: 7-0 / 7-0 / 7-1
- Masahiro Yabe /  Keiko Yoshitomi –  Patapol Ngernsrisuk /  Duanganong Aroonkesorn: 5-7 / 7-1 / 8-6
- Sang Yang /  Gao Ling –  Yoo Yong-sung /  Lee Kyung-won: 0-7 / 7-4 / 7-4
- Hong Chieng Hun /  Wong Pei Tty –  Shinji Ohta /  Aki Akao: 2-7 / 8-6 / 7-1
- Lee Jae-jin /  Hwang Yu-mi –  Patrick Lau Kim Pong /  Jiang Yanmei: 7-3 / 7-3 / 5-7
- Zheng Bo /  Zhang Jiewen –  Yuzo Kubota /  Yoshiko Iwata: 7-2 / 7-4 / 7-3
- Chang Kim Wai /  Ang Li Peng –  Stefano Infantino /  Agnese Allegrini: 7-2 / 7-0 / 7-4
- Bambang Suprianto /  Minarti Timur –  Hiroshi Ohyama /  Mika Anjo: 7-0 / 7-1 / 7-1
- Tsai Chia-hsin /  Cheng Wen-hsing –  Tadashi Ohtsuka /  Shizuka Yamamoto: 4-7 / 7-0 / 1-7
- Khunakorn Sudhisodhi /  Saralee Thungthongkam –  Chew Choon Eng /  Chin Eei Hui: 7-3 / 7-5 / 8-6
- Albertus Susanto Njoto /  Wang Chen –  Takahiro Suka /  Yukiko Kataito: 7-3 / 8-6 / 7-5
- Kim Dong-moon /  Ra Kyung-min –  Tesana Panvisavas /  Kunchala Voravichitchaikul: 7-3 / 7-0 / 7-2
- Norio Imai /  Chikako Nakayama –  Liu Kwok Wa /  Li Wing Mui: 7-2 / 1-7 / 7-0
- Tri Kusharyanto /  Emma Ermawati –  Masahiro Yabe /  Keiko Yoshitomi: 7-2 / 7-2 / 7-5
- Sang Yang /  Gao Ling –  Hong Chieng Hun /  Wong Pei Tty: 7-4 / 7-4 / 7-3
- Zheng Bo /  Zhang Jiewen –  Lee Jae-jin /  Hwang Yu-mi: 8-6 / 7-2 / 7-4
- Bambang Suprianto /  Minarti Timur –  Chang Kim Wai /  Ang Li Peng: 7-3 / 2-7 / 7-0
- Tsai Chia-hsin /  Cheng Wen-hsing –  Khunakorn Sudhisodhi /  Saralee Thungthongkam: 7-3 / 4-7 / 3-7
- Nova Widianto /  Vita Marissa –  Albertus Susanto Njoto /  Wang Chen: 7-4 / 7-5 / 2-7
- Kim Dong-moon /  Ra Kyung-min –  Norio Imai /  Chikako Nakayama: 7-0 / 7-0 / 7-3
- Tri Kusharyanto /  Emma Ermawati –  Sang Yang /  Gao Ling: 7-5 / 2-7 / 7-0
- Bambang Suprianto /  Minarti Timur –  Zheng Bo /  Zhang Jiewen: 0-7 / 7-1 / 7-5
- Nova Widianto /  Vita Marissa –  Tsai Chia-hsin /  Cheng Wen-hsing: 7-4 / 7-5 / 5-7
- Kim Dong-moon /  Ra Kyung-min –  Tri Kusharyanto /  Emma Ermawati: 7-3 / 7-2 / 7-3
- Nova Widianto /  Vita Marissa –  Bambang Suprianto /  Minarti Timur: 7-3 / 7-5 / 7-2
- Kim Dong-moon /  Ra Kyung-min –  Nova Widianto /  Vita Marissa: 7-3 / 7-2 / 7-2